# USS Independence (CV-62)
«Індепенденс» — (англ. USS Independence (CV-62) — американський авіаносець типу «Форрестол». П'ятий корабель ВМС США з такою назвою.

## Історія створення

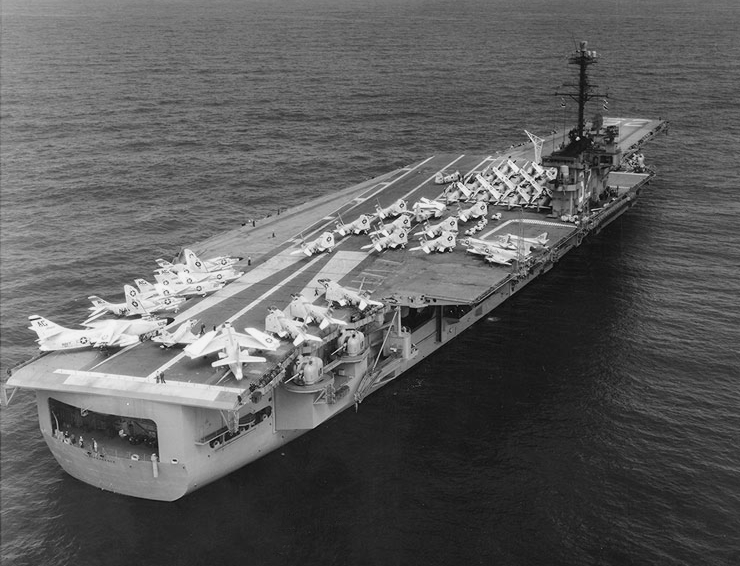
«Індепенденс» під час випробувань, 1959 рік

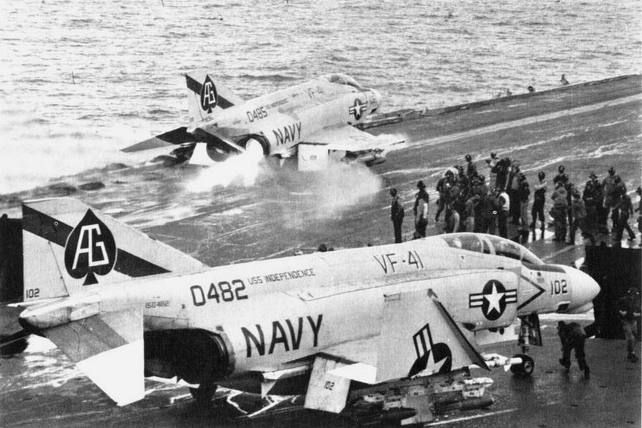
Літак F-4B злітає з «Індепенденса» під час війни у В'єтнамі, 1965 рік

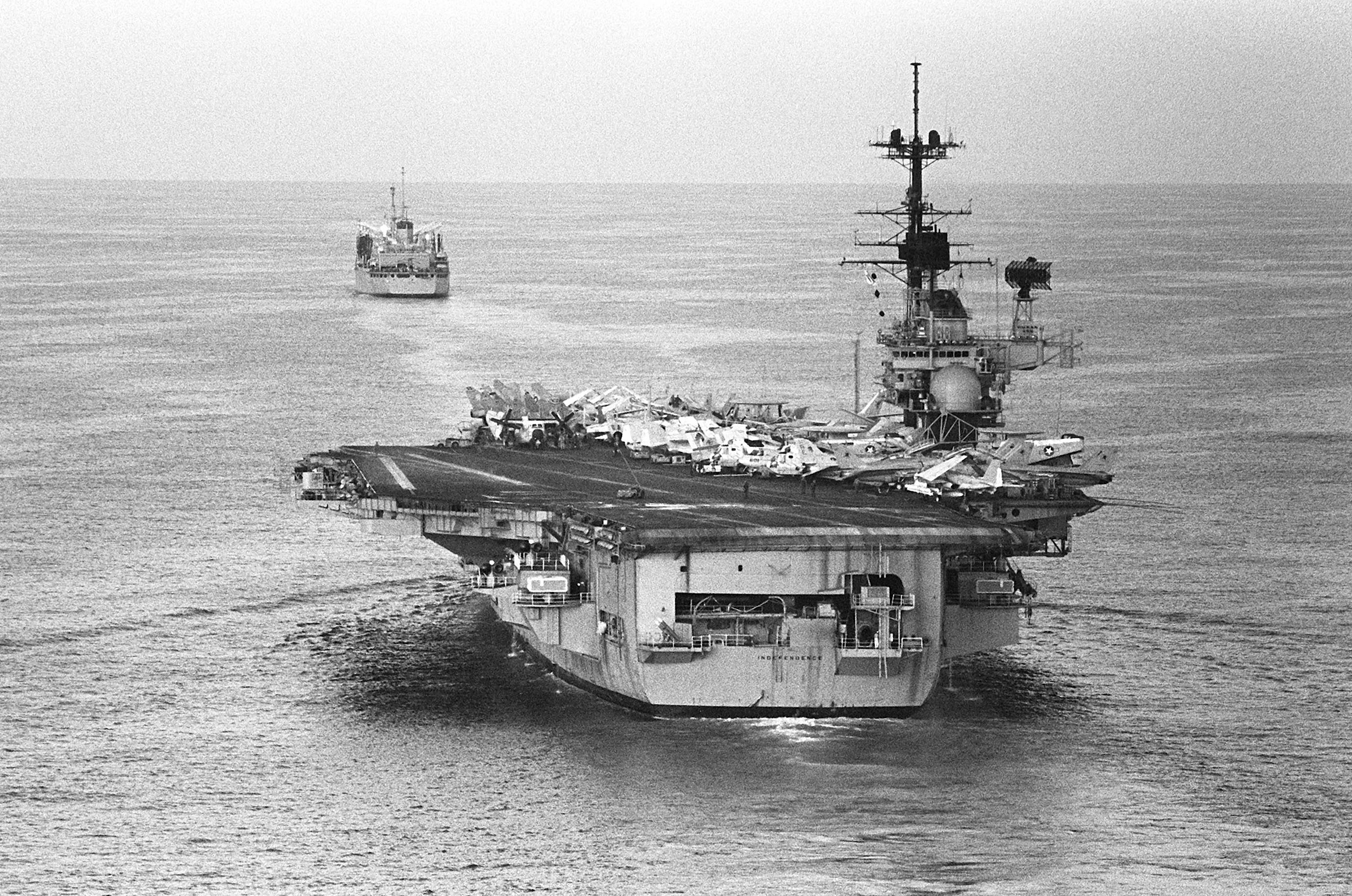
«Індепенденс» під час війни в Лівані, 1982 рік

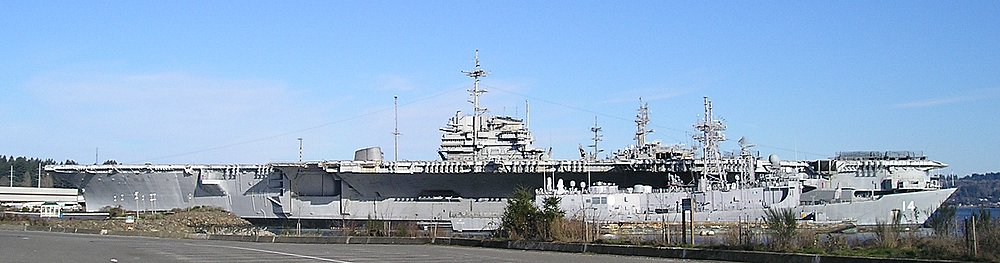
«Індепенденс» на консервації в П'юджет-Саунд

Авіаносець «Індепенденс» був закладений 1 липня 1955 року на верфі ВМС США у Нью-Йорку з індексом CVA-62. Спущений на воду 6 червня 1958 року, вступив у стрій 10 січня 1959 року.

## Історія служби

### Початок служби
Після вступу у стрій «Індепенденс» увійшов до складу Атлантичного флоту та здійснив навчально-випробувальне плавання в Карибському морі. У вересні 1959 року на кораблі трапилась аварія літака, внаслідок якої одна людина загинула.
У жовтні 1962 року авіаносець брав участь у блокаді Куби. Після початку війни у В'єтнамі «Індепенденс» вирушив а театр воєнних дій, здійснивши 7-місячне плавання навколо Африки. 17 червня 1965 року корабель прибув в Субік-Бей (Філіппіни). «Індепенденс» брав участь у бойових діях, проте незабаром повернувся до США. У грудня 1965 року на кораблі сталась пожежа при старті літака, внаслідок якої були поранені 16 чоловік.

### 1970-ті роки
У вересні 1970 року «Індепенденс» разом з авіаносцем «Джон Кеннеді» оперував у Східному Середземномор'ї під час політичної кризи в Йорданії.
У 1973 році корабель пройшов ремонт та модернізацію, 28 лютого 1973 року був перекласифікований у CV-62. Після ремонту «Індепенденс» знову вирушив у Середземне море, де ніс патрульну службу під час
арабо-ізраїльської війни (жовтень 1973 року) та кризи в Лівані (1976 рік).

### 1980-ті роки
З 8 грудня 1980 року «Індепенденс» перебував в аравійському морі, забезпечував безпеку судноплавства у Перській затоці. Підтримував діяльність миротворчих сил в Лівані (1982 рік).
У жовтні 1983 року авіаносець брав участь у вторгненні в Гренаду, де прикривав дії морської піхоти та рейнджерів, а також здійснював протичовнову оборону на випадок атаки кубинських неатомних багатоцільових підводних човнів типу «Фокстрот». Потім знову повернувся у Середземне море, де завдавав ударів по сирійських позиціях в Лівані.
Протягом лютого 1985-червня 1988 року авіаносець пройшов ремонт та модернізацію за програмою SLEP у Філадельфії. У ході переобладнання на кораблі були покращені умови життя екіпажу, життєво важливі відсіки обладнання та електроніки захищені кевларовою бронею, вдосконалені елементи бортової інформаційно-управляючої системи, розгорнутий флагманський командний пункт та замінені катапульти. Крім того, було модернізоване радіолокаційне обладнання, а система ППО корабля підсилена установками Mk 15 Phalanx CIWS.
У 1988 році, обігнувши мис Горн, перейшов на Тихий океан, де базувався у Сан-Дієго.

### Завершення служби
У серпні 1990 року авіаносець ніс службу в Індійському океані з авіагрупою CVW-14 та першим з американських авіаносців увійшов у Перську затоку для участі в операції «Щит пустелі».
З 11 вересня 1991 року «Індепенденс» базувався в Йокосука, замінивши там «Мідвей», звідки здійснював регулярні походи в Аравійське море. Авіація з «Індепенденса» брала участь в ударах по військових об'єктах на півдні Іраку з метою контролю повітряного простору південніше 32-ї паралелі (08.92, 12.93-02.94, 08.95).
31 травня 1992 року авіаносець забезпечував пошук та порятунок екіпажу панамського судна, що затонуло в Індійському океані.
У 1994 році «Індепенденс» пройшов ремонт за програмою SRA (Selected Restricted Availability). У березні 1996 року авіаносець здійснив похід до берегів Тайваня для спостереження за великими навчаннями ВМС КНР. У червні того ж рогу брав участь в навчаннях «Рімпак-96» поблизу Гавайських островів.
30 вересня 1998 року корабель виключений зі списків флоту. До 2004 року перебував у резерві. Через поганий стан корабля командування ВМС відмовилось від його переобладнання у корабель-музей. Було прийняте рішення затопити «Індепенденс» разом з іншими 24 кораблями для створення штучних рифів.
Частину обладнання з авіаносця демонтували та використали на інших кораблях (переважно на авіаносцях типу «Кітті-Хок»). Якір та якірний ланцюг використали при будівництві нового авіаносця «Джордж Буш».
Проте у лютому 2008 року «Індепенденс» разом з «Констелейшн» було вирішено відправити на утилізацію протягом наступних 5 років.
На даний час авіаносець перебуває в П'юджет-Саунд, очікуючи на остаточне вирішення своєї долі.

## Цікаві факти
Авіаносець «Індепенденс» взяв участь у зйомках фільмів «Політ «Порушника» (англ. Flight of the Intruder) (1991 рік) та »На глибині" (2005 рік).